# Esteve d'Aumale
Esteve d'Aumale (abans de 1090 - 1128.), va ser comte d'Aumale sota els regnats dels ducs de Normandia Robert Courteheuse i Enric I Beauclerc.

## Biografia
Era el fill d'Eudes II, comte de Troyes i de Meaux, i d'Adelaida de Normandia († vers 1090), comtessa d'Aumale, i germanastra de Guillem el Conqueridor.
Després de la mort de la seva mare (abans de 1090), Esteve va adquirir el comtat d'Aumale, però semble que al final d'una baralla de successió amb la seva germanastra Adelaida II. Molt ràpidament va escollir el seu camp en el conflicte que oposava a Normandia al duc Robert Courteheuse i el seu germà el rei d'Anglaterra Guillem el Roig, anunciant el seu suport al segon. El segon li va tornar el suport finançant la construcció d'un castell que el comte es va fer construir sobre el riu Bresle.
El 1095, un complot organitzat per Eudes II, Robert de Montbray i Guillem, comte d'Eu, tenia per a objectiu d'instal·lar a Esteve sobre el tron d'Anglaterra al lloc de Guillem el Roig. El rei va desbaratar la conspiració i li va confiscar la senyoria d'Holderness. Esteve d'Aumale va preferir marxar d'Anglaterra mentre que el seu pare Eudes era empresonat. Arribat a Normandia, el comte d'Aumale va dirigir la seva fidelitat al duc Robert Courteheuse.
Robert Courteheuse i Esteve eren cosins germans, ja que eren els net de Robert el Magnífic. Van marxar a la primera croada el 1096.
El 1100, Guillem el Roig va morir accidentalment. El seu germà segon Enric I Beauclerc el va succeir. El 1102, el nou rei es va reconciliar amb Esteve donant-li l'honor d'Holderness al Yorkshire que havia pertangut al seu pare Eudes i després a Arnold de Montgommery. Quan el 1104 Enric va desembarcar a Normandia per amenaçar a Robert Courteheuse, el comte d'Aumale l'acollí amb entusiasme. El 1106, fort del suport d'Esteve i d'altres barons normands, va enderrocar a Robert i es va proclamar ell mateix duc de Normandia.
En canvi, el 1118, Esteve es va ajuntar a la gran rebel·lió de diversos barons normands contra Enric. Els rebels esperen col·locar sobre el tron a Guillem Cliton, el fill de Courteheuse. Esteve va fortificar els seus castells, i després, amb Hug de Gournay, es va establir sobre les alçades de Rouen esperant la vinguda de Guillem Cliton amb un exèrcit francès. Enric va reaccionar de pressa i va obligar el comte a tornar a Aumale. Esteve va acollir a la seva capital al jove Balduí, comte de Flandes ferit davant Bures-en-Bray combatent contra els fidels del rei d'Anglaterra. El 1119, els barons rebels es van sotmetre un a un a Enric però Esteve va continuar la resistència. Fins en el moment en què el duc-rei va reunir un exèrcit, i es va dirigir cap al comtat construint un castell a Vieux-Rouen-sur-Bresle a vuit quilòmetres d'Aumale. Aquest fet va decidir a Esteve a sotmetre's. No fou sancionat.

## Família i descendència
Es va casar amb Hawisa, filla de Ralph de Mortimer, lord de Wigmore, i de Melisenda. Van tenir per fills:
- Guillem († 1179), comte d'Aumale ;
- Esteve, citat el 1150;
- Enguerrand o Ingelram, citat el 1150;
- una filla de nom desconegut, esposa de Ricard de Gerberoy ;
- Adela, épouse de Robert (II) Bertran, senyor de Briquebec ; i després d'Ingelger de Bohun ;
- Matilde (o Beatriu), esposa de Gerard I senyor de Picquigny (o Pinkeny) (1115 - †1176/1178), veguer d'Amiens ;
- Agnès, casada amb Adam de Bruce, senyor de Skelton, fill de Robert de Bruce primer lord d'Annandale, i després amb Guillem II de Roumare († 1151), fill de Guillem de Roumare.